# Spuk von Großerlach
Als Spuk von Großerlach wird eine Reihe von Ereignissen bezeichnet, die 1916 in einem Bauernhof in Großerlach (Königreich Württemberg) auftraten. Der Fall erregte trotz des Ersten Weltkrieges im Deutschen Reich größeres Aufsehen. In mehren Zeitschriften- und Zeitungsveröffentlichungen wurde für und wider die Echtheit der Phänomene gestritten. Der Hof wurde von den Bewohnern kurz nach den Ereignissen aufgegeben. Später wurde er abgerissen, um die Ortsdurchfahrt zu erweitern. Heute steht an seiner Stelle ein Drogeriemarkt. Durch die Berichterstattung erhielt der Fall Bedeutung für die Parapsychologie und die Beschäftigung mit Okkultismus in der Wilhelminischen und Weimarer Zeit. Er wird in mehreren Werken zur Parapsychologie als Spuk- und Poltergeistphänomen besprochen.

## Verlauf
Der Spuk von Großerlach beschreibt mehrere Vorgänge auf dem Hof der Witwe Kleinknecht und ihrer Familie in Großerlach im April und Mai 1916, die zunächst unerklärte, aber bezeugte Vorgänge im Viehstall und später in der Wohnung der Familie (tanzende Holzscheite, unerklärte Erregung der Tiere, Berichte von Geistererscheinungen, zerbrechende Möbel etc.) umfasste. Mehrere Nachbarn und Amtsträger der Ortschaft bezeugten die unerklärlichen Ereignisse. Durch Berichte in Zeitungen und Zeitschriften kam es zu mehreren Untersuchungen sowie einer Sammlung von Zeugenaussagen, wobei sich die Kontroverse entspann, ob es sich um einen möglichen Betrug durch die Witwe, einen Streich ihres Neffen oder durch diesen verursachte parapsychische Phänomene bzw. eine Massenhysterie gehandelt habe. Bezeichnend sind die Versuche, für die Vorgänge psychologische und parapsychologische Deutungen zu finden. Im Juli 1916 nahmen Mitglieder der philosophischen Fakultät der Universität Tübingen, die drei späteren Professoren Traugott Konstantin Oesterreich, Gustaf Deuchler und Theodor Haering, den Ort des Geschehens in Augenschein und führten eine Zeugenbefragung durch. Zu diesem Zeitpunkt hatte die Familie das Haus verlassen. Die Wissenschaftler sahen keinen eindeutigen Nachweis für übernatürliche Vorgänge gegeben. Dennoch fanden die Vorgänge keine klare alternative Erklärung, sodass sie Eingang in Sammel- und Überblicksdarstellungen zu parapsychischen Phänomenen fanden.